# O Fim do Mundo
O Fim do Mundo (título en español: El Fín del Mundo) es una telenovela brasileña producida y transmitida por TV Globo. Se emitió del 6 de mayo de 1996 al 14 de junio de 1996. Desarrollada por Dias Gomes, la telenovela fue dirigida por Paulo Ubiratan y está protagonizada por Paulo Betti, José Wilker, Bruna Lombardi, Lima Duarte, Vera Holtz, Ângela Vieira, Otávio Augusto y Paloma Duarte.

## Elenco
| Actor/Actriz       | Personaje                             |
| ------------------ | ------------------------------------- |
| Paulo Betti        | Joãozinho de Dagmar                   |
| José Wilker        | Sebastião Socó (Tião)                 |
| Bruna Lombardi     | Gardênia                              |
| Lima Duarte        | Coronel Hildazário Junqueira          |
| Ângela Vieira      | Margarida Socó                        |
| Otávio Augusto     | Tonico Laranjeira                     |
| Vera Holtz         | Florisbela Mendonça (Belinha)         |
| Paloma Duarte      | Letícia Socó                          |
| Maurício Mattar    | Rosalvo (Laudelino de Jesus Nogueira) |
| Guilherme Fontes   | Josias Junqueira                      |
| Patrícia França    | Lucilene Barbosa                      |
| Marcos Winter      | Arnaldo Mendonça (Nado)               |
| Pedro Paulo Rangel | Mudinho                               |
| Totia Meireles     | Cacilda                               |
| Mário Borges       | Joca Mendonça                         |
| Renata Dutra       | Fabiana Mendonça                      |
| Eduardo Galvão     | Dr. José Otávio                       |
| Tatiana Issa       | Maria do Socorro Socó                 |
| Norton Nascimento  | Frei Eusébio                          |
| Oswaldo Loureiro   | Delegado Romildo Galvão               |
| Alexia Dechamps    | Valdete                               |
| Isabel Fillardis   | Marialva                              |
| Luciana Coutinho   | Jaciara                               |
| Lúcia Alves        | Fafá Badaró                           |
| Cininha de Paula   | Zizi Badaró                           |
| Ricardo Blat       | Emiliano                              |
| Carlos Vereza      | Dr. Pestana                           |
| Tamara Taxman      | Clotilde                              |
| Tato Gabus Mendes  | Vadeco                                |
| Marilu Bueno       | Dagmar                                |
| Marcelo Faria      | Maninho Junqueira                     |
| Bernadeth Lyzio    | Elisa                                 |
| Renata Lima        | Dalva Junqueira                       |
| Carlos Gregório    | Michel Renault                        |
| Tonico Pereira     | Chico Veloso                          |
| Estelita Bell      | Maria Chupeta                         |
| Ariel Coelho       | Irana                                 |
| Mário Lago         | Frei Luiz                             |
| Fernanda Lobo      | Helô                                  |
| Denise Milfont     | Bruna                                 |
| Valter Santos      | Juvenal                               |
| Cleyde Blota       | Creusa                                |
| David Brasil       | Gisele                                |
| Fátima Freire      | Marieta                               |
| Rodolfo Bottino    | promotor                              |